# Гемса, Эдмунд
Эдмунд Гемса (пол. Edmund Giemsa; 16 октября 1912 — 30 сентября 1994) — польский футболист, игравший на позиции нападающего и полузащитника.

## Биография
Воспитанник клуба «Напжуд» (Руда). Выступал за клуб «Рух» из Хожува в довоенные годы. Чемпион Польши (1933, 1934, 1935, 1936, 1938). Известен был благодаря исполнению штрафных ударов.
За сборную Польши провёл первый матч 4 июня 1933 года против Бельгии в Варшаве (0:1), последний матч провёл 27 августа 1939 года против Венгрии в Варшаве (4:2). Числился в заявке на чемпионат мира 1938 года.
Во время немецкой оккупации некоторое время выступал за «Бисмаркхюттер». В годы Второй мировой войны был призван в вермахт, откуда дезертировал и бежал во Франции к партизанам. Служил во 2-м польском корпусе, воевал в Италии. После окончания войны не принял новую власть и остался жить в Англии.